# Pinus palustris
Pinus palustris (сосна болотяна) — вид роду сосна родини соснових. Етимологія: грец. palūs — «болото».

## Поширення
Поширення: США (Алабама, Флорида, Джорджія, Луїзіана, Міссісіпі, Північна Кароліна, Південна Кароліна, Техас, Вірджинія). Росте в основному на теплій помірній та субтропічній прибережній рівнині пд-сх. США, але поширюється на височини і передгір'я південних Аппалачів до приблизно 700 м над рівнем моря. Вимагає теплого і вологого клімату і вологий ґрунту. Здебільшого ґрунти піщані, кислі і бідні поживними речовинами. Цей вид сосни добре пристосований до пожеж через свою трав'яну стадію і швидко зростає з насіння. Система коренів різко прискорює ріст стовбура і піднімає дерево над руйнівним полум'ям.

## Опис

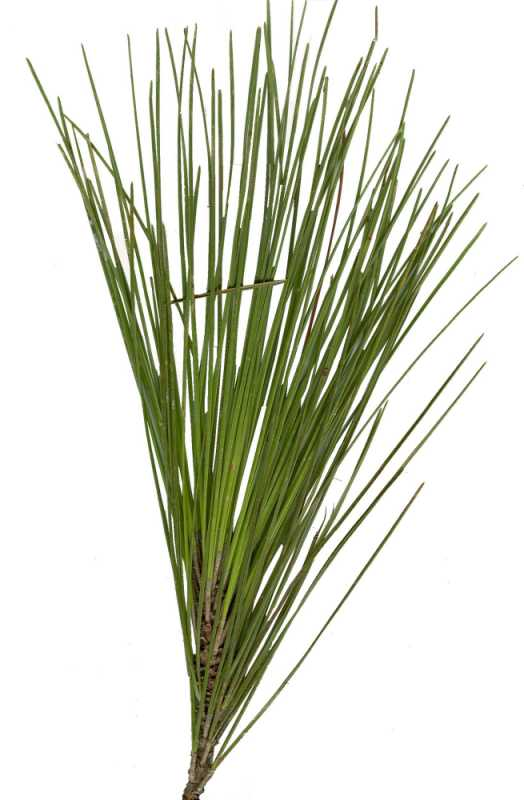
Голки

Висота рослин досягає 24–37 метрів а діаметр на висоті грудей 61–76 сантиметрів. Кора товста, червонувато-коричнева, луската. Листя темно-зелене, голчасте, зібране в пучки по три, 20–45 см у довжину, зберігаються 2 роки. Чоловічі (пилкові) шишки пурпурові, 3–8 см завдовжки. Жіночі (насіннєві) шишки дозрівають приблизно за двадцять місяців з запилення; коли зрілі вони жовто-коричневого кольору, 15–25 см в довжину, і 5–7 см в ширину, відкриваючись сягають 12 см. Насіння світло-коричневе, помережане темнішим, 7–9 мм завдовжки, 25–40 мм з крилами.
Найбільші дерева: діаметром 93 см, висотою 34 м, крона 15 м, розташоване в окрузі Ковінгтон, діаметром 74 см, висотою 41 м, крона 12 м, розташоване у окрузі Вілкінсон. Вік найстаріших відомих дерев 460 років.

## Використання
Деревина використовується для виробництва фанери, целюлози і деревних гранул. Використовується як балки, опори, шпали в будівництві різноманітних споруд.

## Загрози та охорона
Експлуатація для дерев'яних і військово-морських магазинів і перетворення в сільськогосподарські угіддя та пасовища є загрозами. Цей вид зустрічається в кількох охоронних територіях.

## Галерея

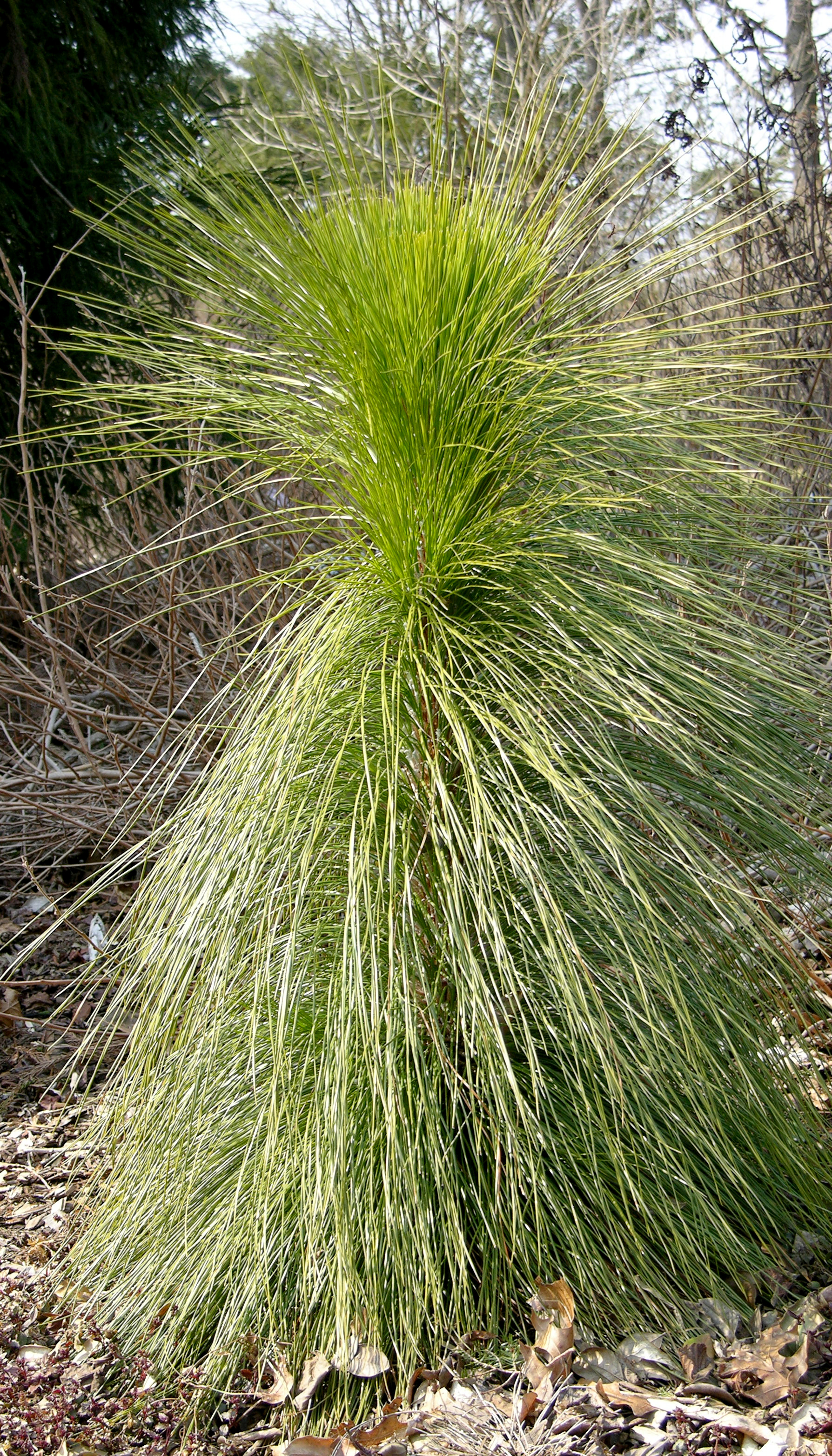
Молодий росток
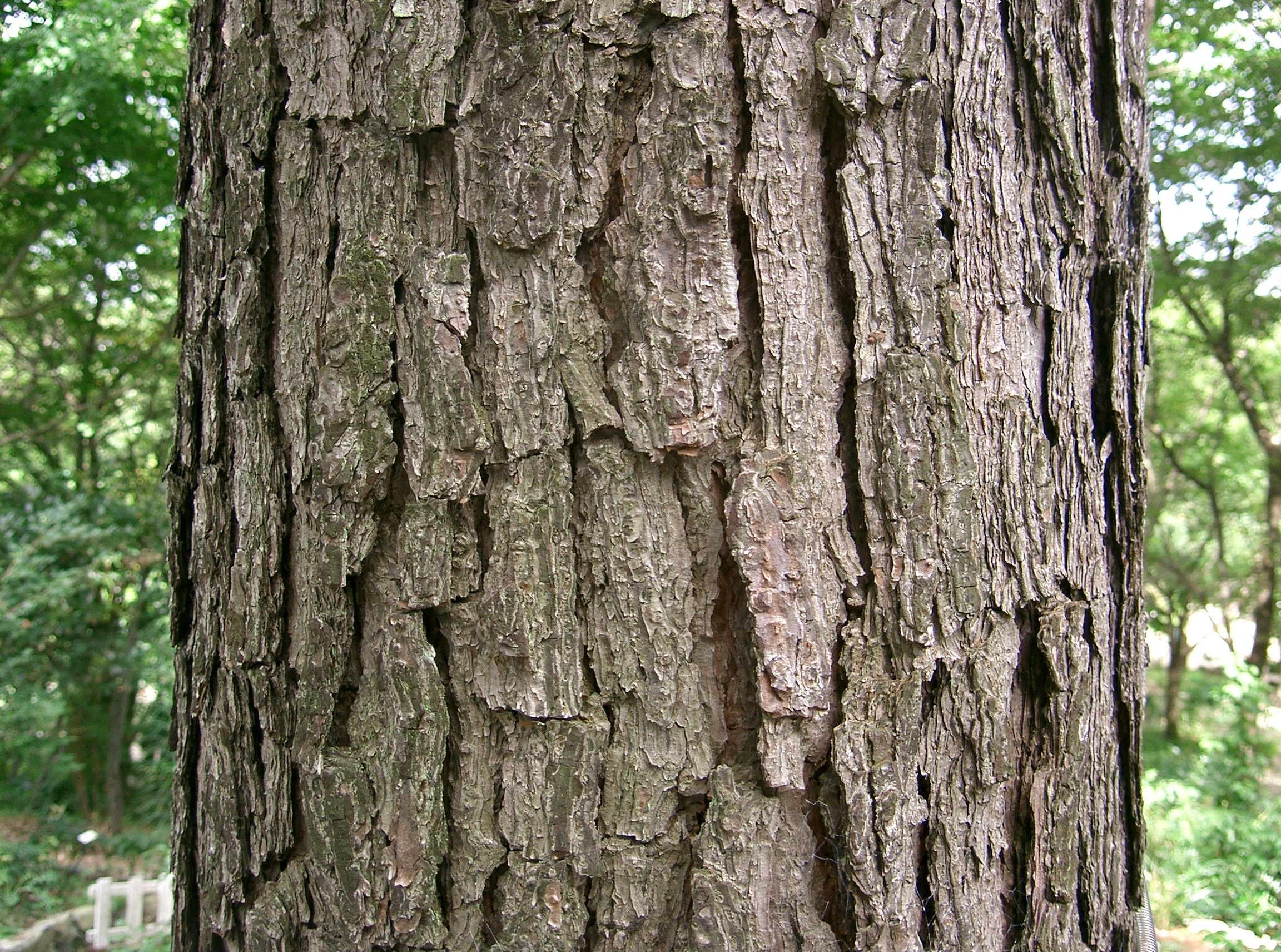
Кора
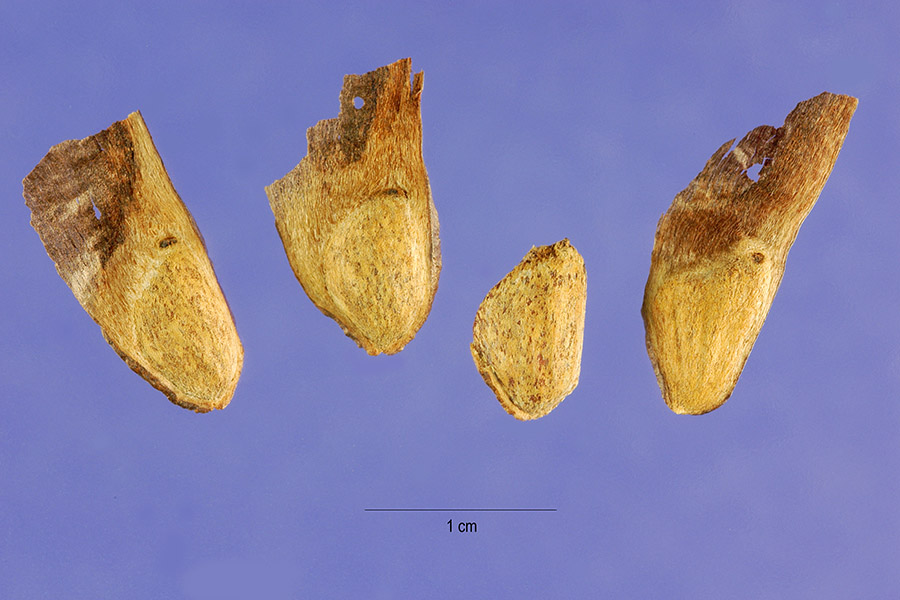
Насіння